# King Arthur Was a Gentleman
King Arthur Was a Gentleman é um filme de comédia musical britânico de 1942, dirigido por Marcel Varnel e estrelado por Ronald Shiner como Sargento e Arthur Askey como Arthur Kind. Foi produzido por Edward Black e Maurice Ostrer para Gainsborough Pictures.

## Elenco
- Arthur Askey ... Arthur King
- Max Bacon ... Maxie
- Al Burnett ... Slim
- Evelyn Dall ... Susan Ashley
- Vera Frances ... Vera
- Peter Graves ... Lance
- Brefni O'Rorke ... Coronel Duncannon
- Anne Shelton ... Gwen Duncannon
- Ronald Shiner ... Sergento
- Jack Train ... Jack
- Victor Feldman ... jovem baterista com Maxie

## Trilha sonora
- Arthur Askey - "You Know What King Arthur Said"
- Arthur Askey - "Honey On My Mind"
- Anne Shelton - "Why Can't It Happen To Me?"
- Evelyn Dall - "You'll Love The Army"
- Evelyn Dall - "Got A Bee In My Bonnet"
- Evelyn Dall - "Actions Speak Louder Than Words"